# Pardosa subsordidatula
Pardosa subsordidatula är en spindelart som först beskrevs av Embrik Strand 1915.  Pardosa subsordidatula ingår i släktet Pardosa och familjen vargspindlar.
Artens utbredningsområde är Israel. Inga underarter finns listade i Catalogue of Life.